# Премия имени А. А. Белопольского

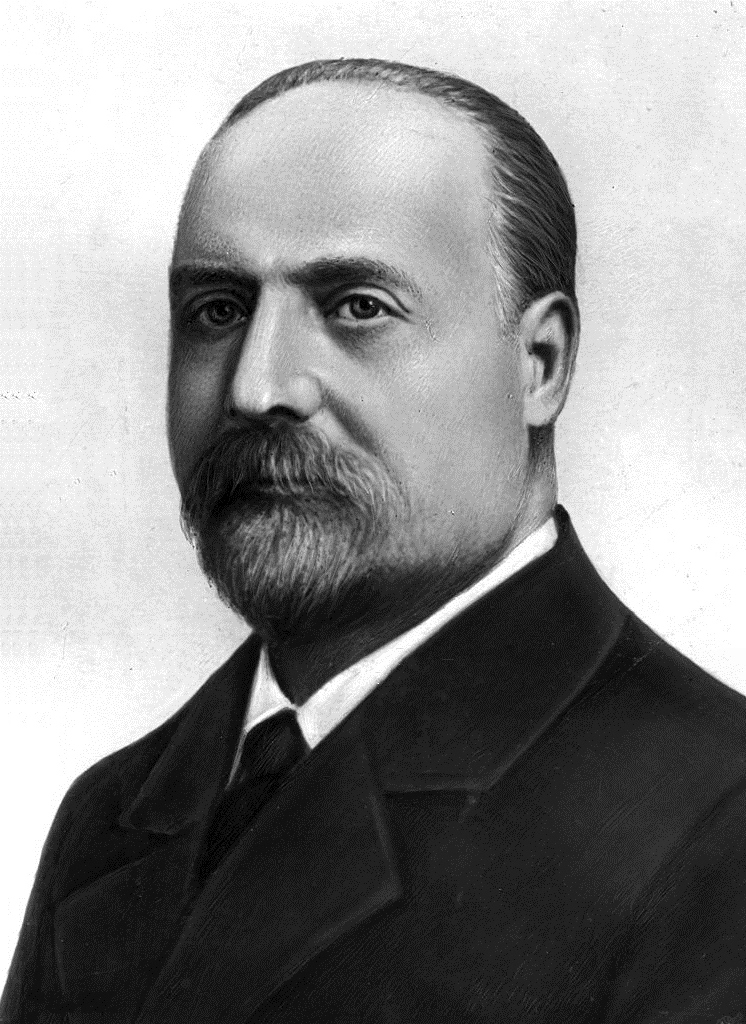
Аристарх Аполлонович Белопольский

Премия имени А. А. Белопольского — именная премия Российской академии наук, вручаемая за выдающиеся работы по астрофизике. Названа в честь российского и советского астронома Аристарха Аполлоновича Белопольского.

## Лауреаты премии
- 1981 — Эвальд Рудольфович Мустель — за цикл работ по спектроскопическим исследованиям новых и сверхновых звёзд и активных процессов на Солнце
- 1984 — Владимир Васильевич Железняков — за цикл работ «Циклотронное излучение в астрофизике»
- 1987 — Юрий Николаевич Гнедин, Аркадий Зеликович Долгинов и Николай Алексеевич Силантьев — за цикл работ «Распространение и поляризация излучения в космических средах»
- 1990 — Сергей Анатольевич Левшаков и Дмитрий Александрович Варшалович — за цикл работ «Облака молекулярного водорода с большим красным смещением»
- 1996 — Наиль Абдуллович Сахибуллин — за цикл работ «Не-ЛТР анализ спектров ранних и поздних звёзд»
- 1999 — Александр Владимирович Степанов и Валерий Васильевич Зайцев — за цикл работ «Динамика энергичных частиц и плазменный механизм генерации радиоизлучения в солнечной короне»
- 2002 — Анатолий Михайлович Черепащук — за цикл работ «Исследования тесных двойных звёзд на поздних стадиях эволюций»
- 2005 — Дмитрий Зигфридович Вибе, Валерий Иванович Шематович и Борис Михайлович Шустов — за цикл работ «Теория самых ранних стадий образования звёзд»
- 2008 — Евгений Павлович Мазец, Рафаил Львович Аптекарь и Сергей Владимирович Голенецкий — за цикл работ «Открытие источников мягких повторных гамма-всплесков»
- 2011 — Александр Алексеевич Боярчук, Дмитрий Валерьевич Бисикало и Павел Вячеславович Кайгородов — за цикл работ «Исследование тесных двойных звёзд»
- 2014 — Юрий Юрьевич Балега и Евгений Владимирович Малоголовец — за цикл работ «Определение фундаментальных характеристик звёзд главной последовательности по данным интерферометрических наблюдений на 6-м телескопе БТА»
- 2017 — Марат Равильевич Гильфанов и Евгений Михайлович Чуразов — за цикл работ «Рентгеновская диагностика аккреционных потоков вблизи чёрных дыр и нейтронных звёзд в Млечном Пути и других галактиках»
- 2020 — Роальд Евгеньевич Гершберг — за цикл работ «Вспыхивающие красные карлики и звёздная активность солнечного типа»
- 2023 — доктора физико-математических наук Михаил Евгеньевич Сачков, Валентина Георгиевна Клочкова и Владимир Евгеньевич Панчук — за цикл работ «Исследования атмосфер звезд методами спектроскопии высокого разрешения»